# Мокриево
Мокриево или Макриево, което е местното произношение (на македонска литературна норма: Мокриево), е село в община Ново село на Северна Македония.

## География
Мокриево се намира в подножието на планината Беласица, на надморска височина от 340 метра.

## История

### Етимология
Има повече версии за потеклото на името на селото. Според една версия, името произхожда от гръцката дума „макро“, тоес голямо или дълго. Според друга версия, името произхожда от славянската дума „мокро“, тоест богато с вода. Според филоложката Димка Митева, името на селото идва от личното име Макрий. Митева подчертава, че името на селото е Макриево, както се среща и през XIV век () и както го наричат и жителите на селото и жителите на околните села. Според нея, селото погрешно е наречено Мокриево и затова някои го свързват с думата мокър.

### Средновековие
Над селото има руини от кула, наречена Пирго, за която населението смята, че е от времето на Беласишката битка от 29 юли 1014 година и всяка година на тая дата хората ходят до кулата. До кулата е имало запазени три стари явора, от които единият е отсечен в началото на XX век. На три километра от селото са разкрити руините на раннохристиянската църква „Свети Илия“.
През 1374-1376 година Мокриево заедно със съседното село Мокрино е дарено с грамота на Иван и Константин Драгаш на атонския манастир „Свети Пантелеймон“. След съдебен спор между „Свети Пантелеймон“ и манастира Хилендар, през 1376 - 1377 година Драгаши издават нова грамота, с която потвърждават даряването на спорните села на „Свети Пантелеймон“.

### В Османската империя
През XIX век селото е със смесено население. В 1870 година в селото е отворено първото училище. В същата година е построена църквата „Свети Пантелеймон“. В „Етнография на вилаетите Адрианопол, Монастир и Салоника“, издадена в Константинопол в 1878 година и отразяваща статистиката на населението от 1873 година, Макриево (Makriévo) е посочено като село с 60 домакинства, като жителите му са 198 българи и 36 мюсюлмани. Според статистиката на Васил Кънчов („Македония. Етнография и статистика“) от 1900 г. Макриево е населявано от 1880 жители, от които 900 българи християни и 980 турци.
В началото на XX век цялото село е под върховенството на Цариградската патриаршия. Фактически управник на селото е местният водач на башибозушкия байряк и земевладелец Зурабаа бей, на чиито имоти работят много мокриевци. Гъркоманската партия в Мокриево е водена от свещеник Йоан, който не знае български и чорбаджи Трайко. Българската партия е водена от Стоян Демерджията и чорбаджи Ангел Кокачката, който първоначално е на гръцка страна, но впоследствие заявява, че няма да се дели от селото и преминава на българска. Чорбаджи Кокачка е анатемосан от гръцкия владика в Струмица. Въпреки това той прокарва чешми в Средната махала на селото и печели симпатиите на своите съселяни. Местните жители успяват да изгонят гръцките учители и наемат български учител. При опит да бъде арестуван от властите, той избягва. Отново идват гръцки учители, които избягват от селото по време на Илинденското въстание, заедно със свещеник Йоан.
По данни на секретаря на Българската екзархия Димитър Мишев („La Macédoine et sa Population Chrétienne“) през 1905 година в Макриево има 784 българи патриаршисти гъркомани. Там функционира гръцко училище. Според други данни в селото е имало и българско училище.
По време на османското владичество в селото е имало станция на заптиетата, малък хюкюмат (управителна сграда) и хапсана (затвор). От селото произлизат голям брой пъдари, които безчинстват из Струмишката каза. В началото на ХХ век в Мокриево функционира комитет на ВМОРО, ръководен от Стоян Демерджията. Водач на местната милиция е Стойко Кокачка.
През 1922-1923 година селото пострадва при обезоръжителна акция на югославската армия и жандармерия. Кметът Стоян Демерджията, свещеникът Минче, общинските съветници Стойко Кокачков и Емруш онбаши и още десетина мокриевци са изтезавани и пребити, извършени са масови арести, след които някои местни жители са осъдени на затвор, а Стойко Кокачков на смърт, макар присъдата да не е изпълнена.
В 1981 година селото има 1499 жители. Според преброяването от 2002 година селото има 1211 жители.
| Националност     | Всичко |
| северномакедонци | 1204   |
| албанци          | 0      |
| турци            | 0      |
| роми             | 0      |
| власи            | 0      |
| сърби            | 3      |
| бошняци          | 0      |
| други            | 4      |

Мокриево има поща, здравна служба, ветеринарни служби, родилен дом, община и футболен клуб „Подгор“ и филиал на Основното училище „Видое Подгорец“.

## Личности
Родени в Мокриево
- Али чауш, турчин, деец на ВМОРО[14]
- Вангел (Евангелос), деец на гръцката пропаганда в Македония[15]
- Вангел (Евангелос), деец на гръцката пропаганда в Македония[16]
- Димитър Кицевски (1926 - 1986), български журналист[17]
- Евтим Узунов (Ефтимиос Узунис) (? - 1905), деец на гръцката пропаганда в Македония[18]
- Кицо Пандев (? – 1940), български революционер, преминал в нелегалност в началото на 20-те години на ХХ век, един от войводите на обединена чета на избягали в Беласица жители на Мокриево, Мокрино и Колешино по време на обезоръжителната акция на югославска армия и жандармерия през 1922-1923 година, починал в Петрич през 1940 година[19]
- Пантелеймон Касарев (Пантелеймон Касарис), деец на гръцката пропаганда в Македония[20]
- Петър Калешев (Петрос Калесис) (? – 1905), гръцки военен, подкапитан и водач на гръцка андартска чета в Македония
- Стойко Кокачков, войвода на милицията ВМОРО в Мокриево, общински съветник след 1912 година, арестуван от сръбските власти през 1922-1923 година, осъден на смърт, амнистиран в началото на 30-те години на ХХ век[21]
- Стоян Демерджията, ръководител на ВМОРО в Мокриево, кмет на селото след 1912 година[22]
- Трайко Андониадов (Траянос Андониадис), агент (трети клас) на гръцката пропаганда в Македония[23]
- Христо Найдов (Христос Найдис), агент (първи клас) на гръцката пропаганда в Македония[24]

Починали в Мокриево
- Панде Атанасов (? – 1907), гръцки андартски капитан